# P.S. I Hate You
《P.S. I Hate You》，為泰國GMM 25與Viu於2022年8月1日起播出的泰國電視劇。由妮查潘·查采芃納（Pearwah）、普洛伊湘普·素帕莎（Jan）、查雅妮·臣姍卡維（Pat）、永瓦蕾·安尼柏爾（Fah）及莎楠查娜·阿芘莎麥蒙空（Aye）主演。
此劇由GMMTV製作，並在2021年12月GMMTV的「BORDERLESS」新戲發佈會上公開先導預告片。其後，此劇於2022年8月在GMM 25電視台及Viu首播，同年9月終映。

## 劇情簡介
劇情講述Prae（Pearwah 飾演）的秘密影片在她和Phu（Papang 飾演）的婚禮上被曝光。事件發生後，她決定自殺。Prae身邊的好朋友成為發佈這段秘密影片的嫌疑人，因為只有他們知道Prae的秘密。
Meen（Jan 飾演）正試圖找出將婚禮演示影片與Prae的性愛影片互換的罪魁禍首。在調查過程中，Meen需要挖掘與前男友Pitch（Lee 飾演）的歷史，同時更發現她的朋友們不為人知的秘密。Wanwan（Pat 飾演）與Meen的男朋友Non（Pluem 飾演）有染，May（Fah 飾演）被Korawee（Nat 飾演）秘密拍攝和勒索，Saras（Aye 飾演）似乎是一個甜蜜的保守女性，卻是Key的情婦。而Pan（Jamie 飾演），是這個朋友圈裡的神秘女孩，可能藏著一些秘密。

## 演員陣容
註：括號內的演員姓名為小名。

### 主要人物
- 妮查潘·查采芃納（Pearwah）飾演 Phanthiwa Tantiwicha（Prae）
- 普洛伊湘普·素帕莎（Jan）飾演 Meena Jessina（Meen）
- 查雅妮·臣姍卡維（Pat）飾演 Thidawal Intharaphrom（Wanwan）
- 永瓦蕾·安尼柏爾（Fah）飾演 Methacha Kantisena（May）
- 莎楠查娜·阿芘莎麥蒙空（Aye）飾演 Saratsawadee Wichawimol（Saras）

### 其他人物
- 茱塔芘·英德拉瓊德拉（Jamie）飾演 Pan Palana
- 塔納·羅坤宋巴（Lee）飾演 Pitch
- 吳夢凡（Pluem）飾演 Non（Chanon）
- 塔納查·威吉翁通（Mond）飾演 Term
- 西瓦科恩·勒爾科喬特（Guy）飾演 Khun（Khunphol）
- 普洛姆皮亞·通普塔拉克（Papang）飾演 Phu（Phureenat）
- 帕文·庫卡拉尼亞維奇（Win）飾演 Win（Thanawin）
- Nattaraht Maurice Legrand（Nat）飾演 Wee（Korawee）
- 瀧蘇達·拉彎普拉瑟（英语：Suangsuda Lawanprasert）（Namfon）飾演 Chanadda

Pitch及Prae的母親
- 瑪鬱琳·彭普潘（Kik）飾演 Tharinee

Wanwan及Win的母親
- 杰特·金邦通（JJ）
- Maneerat Kam-Uan（Ae）飾演 Natthamol
- 达奈·乍卢今达（Kik）飾演 Key
- 杜昂道·乍卢今达 飾演 Saras的祖母
- 吉拉迪·库立亚古（Toptap）
- 萍凯·坤春·那·阿育他亚

## 劇集原聲帶
| 歌名  | 歌手                  | 來源  |
| ----- | --------------------- | ----- |
| คนร้าย | 莎楠查娜·阿芘莎麥蒙空 | [ 5 ] |

## 劇集迴響
此剧荣获了《2022年泰国谷歌Google电视剧搜索排行榜》第二名，也是2022泰国谷歌整体搜索榜前10排名关键词之一。

### 泰國電視收視率
- 收視最低的集數以藍色表示，收視最高的集數以紅色表示，而空格則表示該集的收視沒有相關數據。

| 集數 No.   | 播放日期      | 播放時段 (UTC+07:00) | 平均收視率 | 來源   |
| ---------- | ------------- | -------------------- | ---------- | ------ |
| 1          | 2022年8月1日  | 星期一 20:30         | 0.204      | [ 6 ]  |
| 2          | 2022年8月2日  | 星期二 20:30         | 0.062      | [ 7 ]  |
| 3          | 2022年8月8日  | 星期一 20:30         | 0.134      | [ 8 ]  |
| 4          | 2022年8月9日  | 星期二 20:30         | 0.169      | [ 9 ]  |
| 5          | 2022年8月15日 | 星期一 20:30         | 0.326      | [ 10 ] |
| 6          | 2022年8月16日 | 星期二 20:30         | 0.122      | [ 11 ] |
| 7          | 2022年8月22日 | 星期一 20:30         | 0.248      | [ 12 ] |
| 8          | 2022年8月23日 | 星期二 20:30         | 0.240      | [ 13 ] |
| 9          | 2022年8月29日 | 星期一 20:30         | 0.275      | [ 14 ] |
| 10         | 2022年8月30日 | 星期二 20:30         | 0.208      | [ 15 ] |
| 11         | 2022年9月5日  | 星期一 20:30         | 0.235      | [ 16 ] |
| 12         | 2022年9月6日  | 星期二 20:30         | 0.134      | [ 17 ] |
| 13         | 2022年9月12日 | 星期一 20:30         | 0.225      | [ 18 ] |
| 14         | 2022年9月13日 | 星期二 20:30         | 0.340      | [ 19 ] |
| 15         | 2022年9月19日 | 星期一 20:30         | 0.1        |        |
| 16         | 2022年9月20日 | 星期二 20:30         | 0.2        |        |
| 17         | 2022年9月26日 | 星期一 20:30         | 0.3        |        |
| 18         | 2022年9月27日 | 星期二 20:30         | 0.5        |        |
| 平均收視率 | 平均收視率    | 平均收視率           | 0.223      | 1      |

^1  基於每集的平均觀眾份額。

## 獲獎與提名列表
| 年度   | 頒獎典禮            | 獎項           | 入圍者          | 結果 |
| ------ | ------------------- | -------------- | --------------- | ---- |
| 2023年 | Maya TV Awards 2023 | 最佳電視男配角 | 塔納·羅坤宋巴   | 獲獎 |
| 2023年 | Maya TV Awards 2023 | 最佳電視女配角 | 查雅妮·臣姍卡維 | 提名 |

## 外部連結
- GMM25 官方網站 （页面存档备份，存于）（泰文）
- GMMTV 官方網站（泰文）
- YouTube上的《P.S. I Hate You》播放列表
- MyDramaList 劇集介紹及劇評 （页面存档备份，存于）（英文）
- 豆瓣电影上《P.S. I Hate You》的資料 （简体中文）